# 争取社会主义运动 (瑞士)
争取社会主义运动（義大利語：Movimento per il Socialismo，缩写为MpS，缩写为BfS）是瑞士的一个托洛茨基主义组织。该组织成立于2002年3月。该组织支持全球抵抗运动、女性主义运动、各国争取民主和自决权利的运动、工人运动和为弱势群体争取权利的运动。该组织的成员分布于弗里堡州、纳沙泰尔州、瓦莱州、巴塞尔州、苏黎世州和提契诺州。该组织出版季刊《红色广场》。该组织是第四国际的常驻观察员。目前，该组织在提契诺大委员会有2个席位。